# Adonisea niveicosta
Adonisea niveicosta là một loài bướm đêm trong họ Noctuidae.